# جورج كروس
جورج كروس (بالدنماركية: Georg Kruse)‏ (12 سبتمبر 1894 – 23 مايو 1931) هو ملاكم دنماركي راحل، مثّل بلاده في الألعاب الأولمبية الصيفية 1920.

## روابط خارجية
جورج كروس على موقع أوليمبيديا (الإنجليزية)